# Fürstenberg (Weser)
Fürstenberg er en kommune i den sydlige del af Landkreis Holzminden i den tyske delstat Niedersachsen, med 1.100 indbyggere (2012), og en del af amtet Boffzen. Kommunen ligger ved floden Weser i landskabet Weserbergland i nærheden af byerne Höxter og Holzminden. Porzellanmanufaktur Fürstenberg, grundlagt 1747 er den tredjeældste porcelænsfabrik i Tyskland.